# Relais de la flamme olympique 2010
Pour les articles homonymes, voir Relais de la flamme olympique.
Le relais de la flamme olympique 2010 est parti le 30 octobre 2009 d'Olympie en Grèce, pour se conclure 130 jours plus tard le 12 février 2010 à Vancouver au Canada à l'occasion de la cérémonie d'ouverture des Jeux olympiques d'hiver de 2010. Cette tradition du relais de la flamme olympique remonte aux Jeux olympiques d'été de 1936 à Berlin.
La flamme olympique 2010 est acheminée à travers plus de 2000 villes, parcourant près de 45 000 kilomètres au total.

## La torche

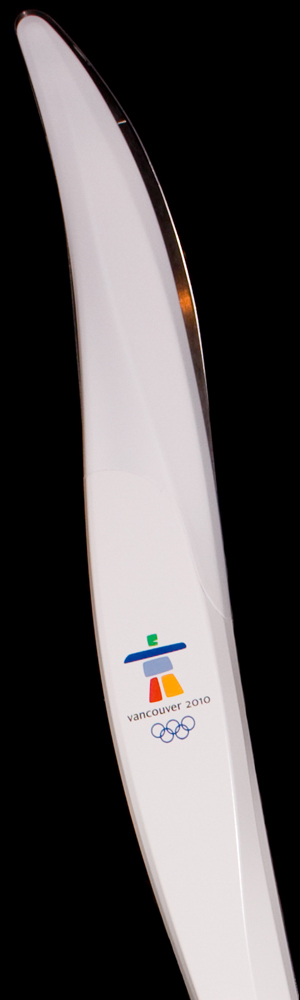
La torche olympique.

## Départ à Olympie
Le 22 octobre 2009, la flamme olympique a été allumée à Olympie (Grèce), où avaient lieu les Jeux olympiques antiques. L'actrice Maria Nafpliotou (en), dans le rôle de la grande prêtresse, alluma la torche du premier porteur de la flamme, le coureur de ski alpin, le Grec Vassilis Dimitriadis,.

## Parcours au Canada
Après son arrivée au Canada, la flamme voyagea à travers ses villes et provinces et territoires. La première étape fut la province d'Colombie-Britannique, le 30 octobre 2009, et l'arrivée eut lieu le 12 février 2010 à Vancouver pour la cérémonie d'ouverture.

### Passage au Colombie-Britannique (30 octobre - 3 novembre)
1. Victoria, Esquimalt, BFC Esquimalt, Première Nation Esquimalt, Première Nation d'Songhees, View Royal, Sidney, North Saanich, Central Saanich, Saanich, Oak Bay, Victoria
2. Victoria, Sooke, T'Sou-ke, Metchosin, Colwood, Fort Rodd Hill, Phare de Fisgard, Langford, Mill Bay, Cowichan Bay, Première Nation Kw'amutsun, Duncan, North Cowichan, Lake Cowichan, Ganges, Crofton, Chemainus, Ladysmith, Cedar, Première Nation Snuneymuxw, Nanaimo
3. Nanaimo, Lantzville, Nanoose Bay, Parksville, Coombs, Hilliers, Port Alberni, Première Nation Hupacasath, Première Nation Tseshaht, Ucluelet, Long Beach au réserve de parc national Pacific Rim, Première Nation Tla-o-qui-aht, Tofino
4. Qualicum Beach, Première Nation Qualicum, Qualicum Bay, Bowser, Fanny Bay, Union Bay, Royston, Cumberland, Courtenay, Première Nation K'ómoks, Comox, BFC Comox, Black Creek, Première Nation Campbell River, Campbell River
5. Sandspit, Skidegate, Daajing Giids

### Passage au Yukon (3 novembre)
1. Whitehorse, Première Nation Kwanlin Dün

### Passage au Colombie-Britannique (3 novembre)
1. Première Nation Taku River Tlingit, Atlin

### Passage au Yukon (3 novembre - 4 novembre)
1. Whitehorse
2. Cité de Dawson, Old Crow

### Passage au les Territoires du Nord-Ouest (4 novembre)
1. Inuvik

### Passage au Nunavut (5 novembre)
1. Kugluktuk

### Passage au les Territoires du Nord-Ouest (5 novembre)
1. Dettah, Ndilǫ, Yellowknife

### Passage au Alberta (6 novembre)
1. Grande Prairie, Fort McMurray, BFC Cold Lake, Cold Lake

### Passage au Saskatchewan (7 novembre)
1. Première Nation Lac la Ronge, La Ronge

### Passage au Manitoba (7 novembre - 8 novembre)
1. Thompson
2. Churchill

### Passage au Nunavut (8 novembre - 9 novembre)
1. Alert